# 弗朗奇斯卡
弗朗奇斯卡（Francisca）或稱弗朗西斯科（Francesca），是一种法兰克人使用的用来投掷的斧头，在5世纪至8世纪被广泛使用。

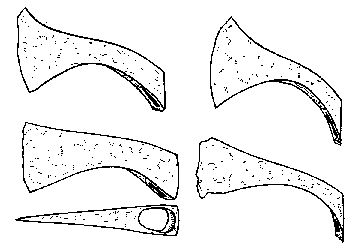
各种形状的弗朗奇斯卡

弗朗奇斯卡有各种形状。最大的特点就是其明显的拱形头部。弗朗奇斯卡比一般的斧头刃部更小，而斧柄则被加长，这样使其重心更加安定，利于投掷。为了不被敌人使用，斧柄被改造的更加易断，斧头部则被设计的更不易拔出。
弗朗奇斯卡的最大射程大约为十二米，有效杀伤距离为四米。虽然威力巨大，但是由于投掷武器精度低，不能平射，弗朗奇斯卡更多是用于破坏敌人的盾牌或者威慑、挑衅敌人。